# Darmudapu
Darmudapu (Darmuda Pu) ist eine osttimoresische Aldeia im Suco Maumeta (Verwaltungsamt Bazartete, Gemeinde Liquiçá). 2015 lebten in der Aldeia 1264 Menschen.

## Geographie
Darmudapu liegt im Südosten Maumetas. Nordwestlich liegt die Aldeia Caimegohou und südlich die Aldeia Maumetalau. Im Nordosten grenzt Darmudapu an den Suco Lauhata und im Südosten an den Suco Metagou. Den Grenzfluss zu Lauhata bildet der Hatunapa. Der Nunupupolo folgt einem Teil der Grenze zu Caimegohou. An der Nordspitze von Darmudapu vereinigen sich die beiden Flüsse zum Carbutaeloa und fließen nach Norden ab. Südlich des Zusammenflusses liegt der Ort Darmudapu. Eine lose zusammenhängende Siedlung befindet sich weiter südlich, eine weitere kleine im Nordosten am Hatunapa.

## Politik
2023 wurde Augusto B. dos Santos zum Chefe de Aldeia gewählt.